# Грудне вигодовування в громадських місцях

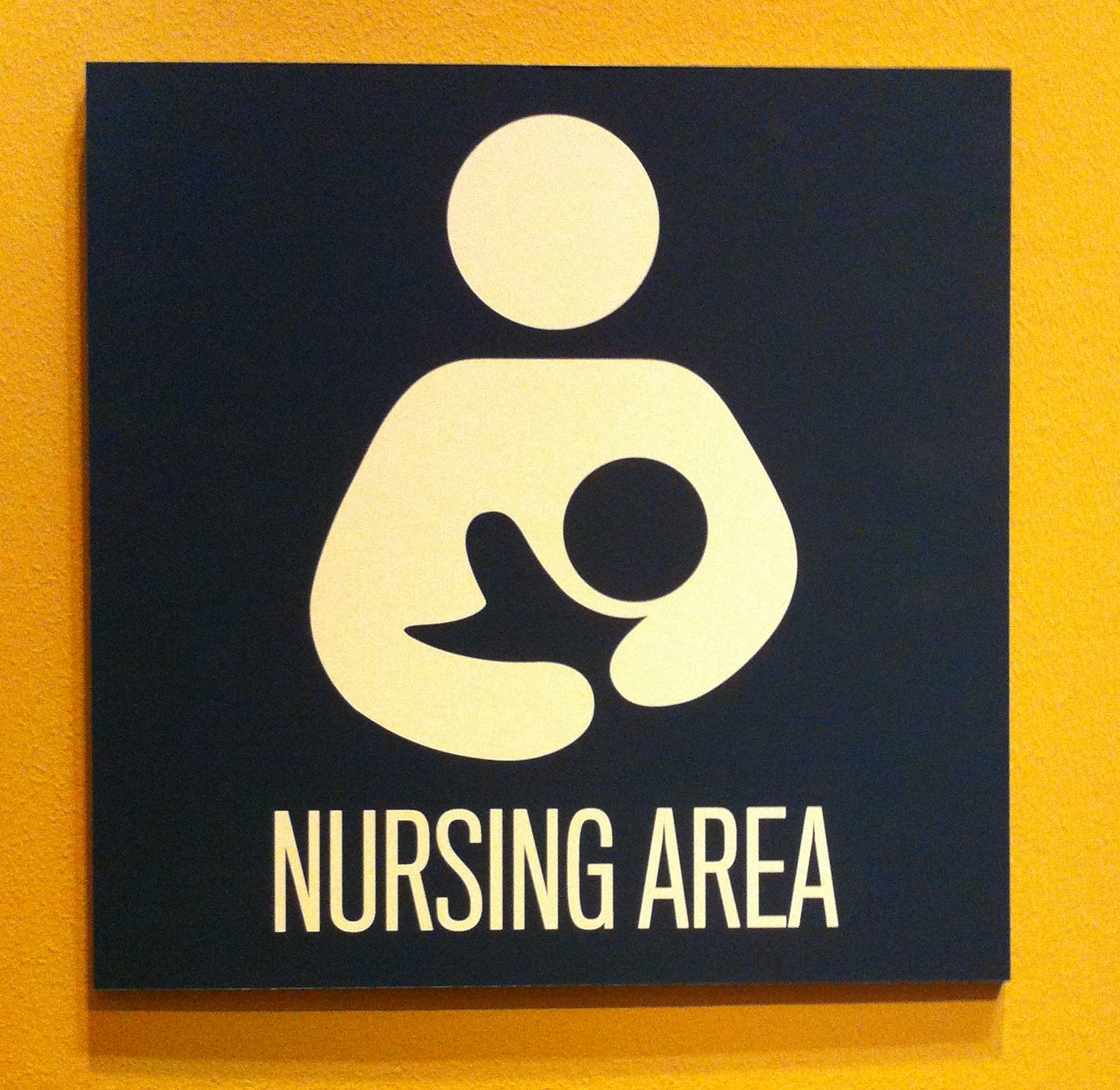
Міжнародний символ грудного вигодовування для позначення приватної зони годування

Суспільне ставлення до грудного вигодовування та правовий статус грудного вигодовування в громадських місцях значно відрізняються в різних культурах світу. У багатьох країнах, як на Глобальному Півдні, так і в ряді західних країн, годування дітей грудьми на відкритому повітрі є звичайним явищем і, як правило , не розглядається як проблема. У багатьох частинах світу, включаючи Австралію, деякі частини Сполучених Штатів і Європи, а також деякі країни в Азії, жінки мають чітке законне право няні в громадських місцях і на робочому місці.
Поширеність грудного вигодовування в громадських місцях у певній країні насамперед зумовлена такими факторами, як правові обмеження, культурні цінності, вік дитини, соціальні норми, а також ставлення та знання жінок щодо грудного вигодовування. Є деякі докази того, що матері, які годують грудьми в громадських місцях, мають більше шансів продовжувати годувати грудьми довше, ніж ті, хто цього не робить. Збентеження, спричинене несхваленням суспільства, часто називають основною причиною відмови від годування грудьми в громадських місцях. Це може призвести до того, що жінки-годувальниці уникають проводити час у громадських місцях, носити з собою зціджене грудне молоко або вживати дитячі суміші, коли знаходяться поза домом.
Незважаючи на те, що така практика може бути легальною або соціально прийнятою, деякі матері все одно можуть не бажати виставляти груди на публіці для годування грудьми через фактичні чи потенційні заперечення інших людей, негативні коментарі чи переслідування. За підрахунками, близько 63 % матерів у всьому світі публічно годували грудьми. Засоби масової інформації повідомляли про низку інцидентів, коли працівники або представники громадськості заперечували або забороняли жінкам годувати грудьми. Деякі матері уникають негативної уваги та вирішують переїхати в інше місце. Але деякі матері протестували проти такого поводження та вжили судових позовів або брали участь у протестах. Протести включали публічний бойкот бізнесу правопорушника, організовували «годувальницю» або флешмоб з грудного вигодовування, під час якого групи годуючих матерів збиралися в місці, звідки виникла скарга, і одночасно годували своїх дітей. У відповідь деякі компанії вибачилися та погодилися навчати своїх співробітників.

## Ставлення за країнами та континентами

### Африка

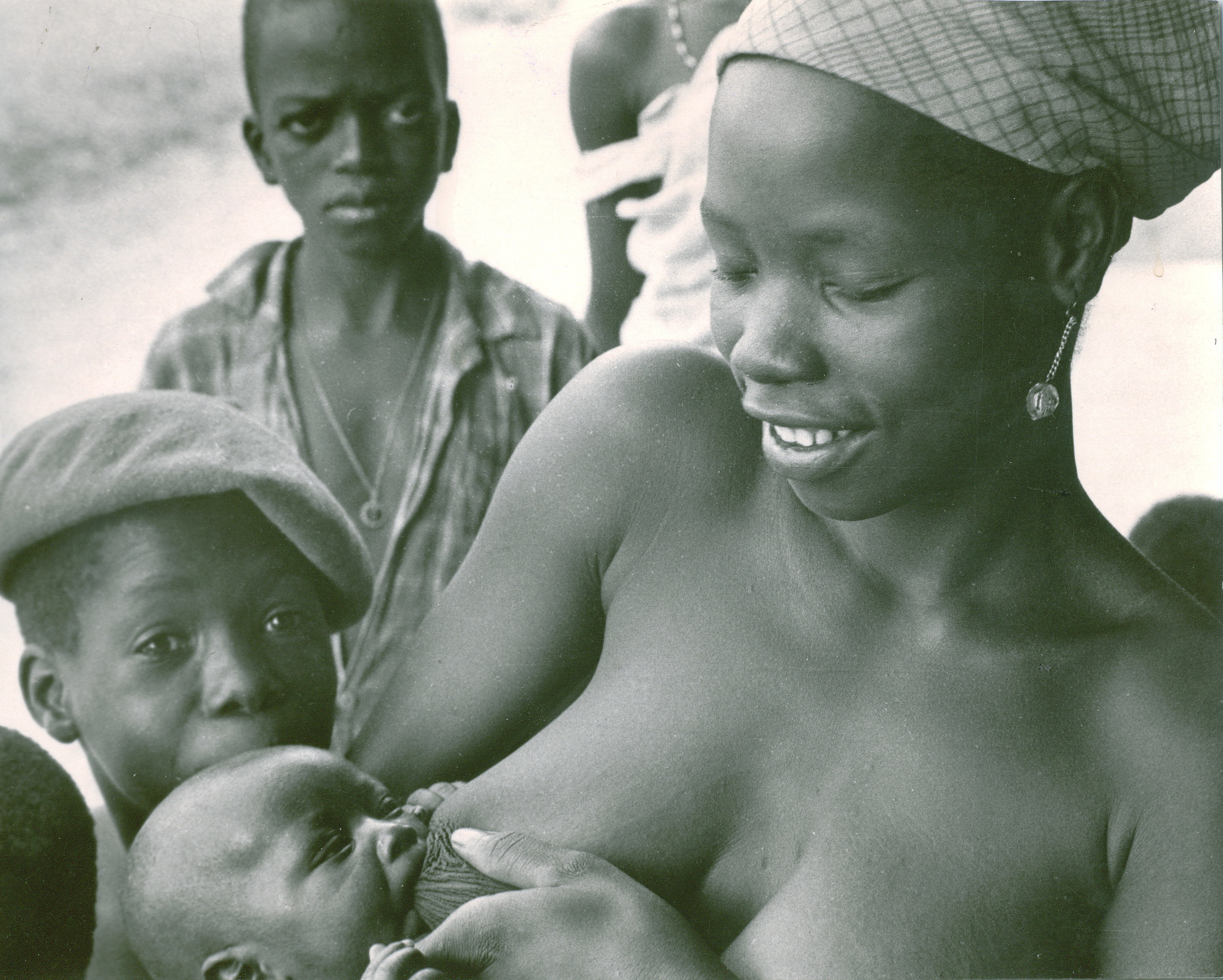
Молода мама в Кабалі, Сьєрра-Леоне в Західній Африці, годує грудьми на відкритому повітрі.

У багатьох регіонах Африки грудне вигодовування в громадських місцях є нормою. Матері зазвичай носять немовлят на спині, одягнувши їх на шматочок тканини, і їх просто висувають вперед для годування. Мати, що годує, може закривати погляд від дитини, яка годує грудьми, але зазвичай не робиться жодних спроб приховати від очей дитину та груди матері. Коли в громадських місцях бачать дитину, яка плачуче, вважається, що жінка з немовлям не є матір'ю дитини, оскільки зазвичай вважається, що вона б годувала немовля, якби була матір'ю.

#### Марокко
Публічне грудне вигодовування є законним і широко прийнятим.

#### Сьєрра-Леоне
Сьєрра-Леоне має найвищий у світі рівень дитячої смертності. Під час поїздки доброї волі в країну актриса Сальма Хайєк годувала на камеру грудьми голодну тижневу дитину, у матері якої не вироблялося молоко. Вона сказала, що зробила це, щоб зменшити стигматизацію, пов'язану з грудним вигодовуванням, і заохотити харчування немовлят.
Надзвичайно цікаво про роботу жінок в одній з найефективніших спецслужб світу розповідається у книзі «Амазонки Моссаду. Жінки в ізраїльській розвідці». Її автори — історик Міхаель Бар-Зохар та журналіст Ніссім Мішаль.

### Азія

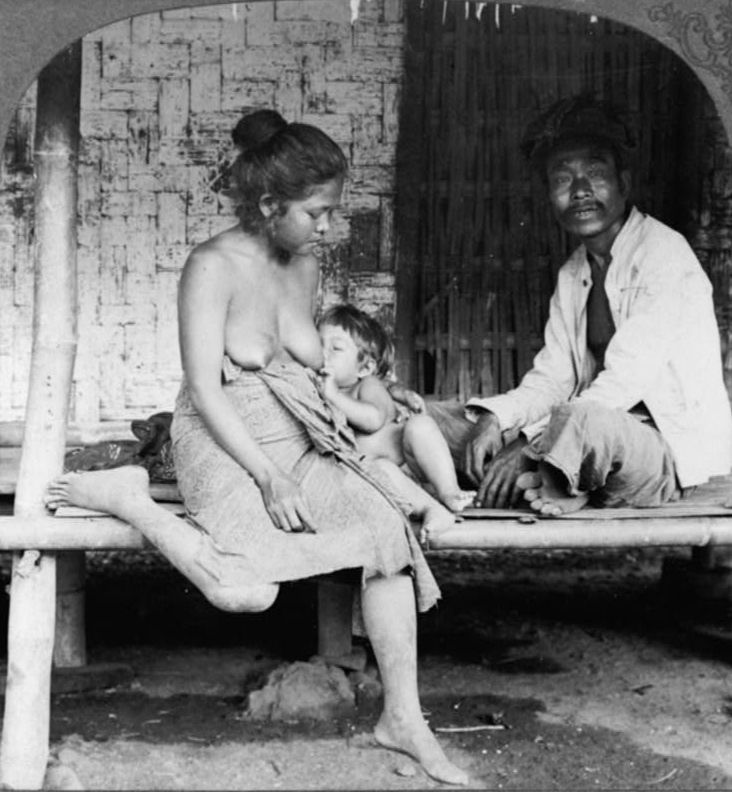
Сунданська жінка годує грудьми в громадських місцях

#### Китай
Грудне вигодовування в громадських місцях у Китаї традиційно не викликало суперечок, і заперечення були нечуваними до 2010-х років. Кілька останніх випадків заперечень, очевидно, є наслідком збільшення соціальних мереж.
У Шанхаї дехто вважає грудне вигодовування в громадських місцях незручним, але багато хто це також приймає. Лунали заклики до створення дитячих закладів у громадських місцях.

#### Індія
В Індії немає правового акту, який би регулював грудне вигодовування в громадських місцях. Натомість Закон Індії про допомогу у зв'язку з вагітністю та пологами (з поправками) 2017 року дає годуючим матерям право на дитячі ясла на багатьох робочих місцях, а в деяких штатах Індії діють закони, які вимагають від роботодавців надавати час і умови для годування груддю. Однак не всі роботодавці надають ці можливості, і вони рідко доступні для жінок у громадських місцях. У результаті грудне вигодовування часто відбувається в громадських місцях, як правило, у громадському транспорті, у затишних куточках, під деревами, в автомобілях, на парковках або в громадських туалетах. Жінки, які годують грудьми в громадських місцях, часто відчувають збентеження через увагу незнайомців.
Поширеність і соціальне сприйняття відрізняються від регіону до регіону. Грудне вигодовування в громадських місцях не є нормою у вищих верствах суспільства, але досить поширене в нижчих верствах суспільства.
У сільській місцевості Індії це цілком прийнятно, але більше труднощів відчувають у міських районах. Опитування, проведене в 2019 році, показало, що близько 81 % матерів по всій Індії не люблять годувати грудьми в громадських місцях, в основному через відсутність гігієни та погляди оточуючих.

#### Іран
До Іранської революції 1979 року в Ірані не було обмежень на грудне вигодовування в громадських місцях. Наразі грудне вигодовування зазвичай не здійснюється в громадських місцях, якщо дитина не накрита. У деяких місцях, наприклад у столиці Тегерані, муніципалітет створив приватні кімнати «матері та дитини» для годування грудьми та зміни підгузників щоб допомогти збільшити популяцію громадян.

#### Малайзія
У Малайзії широко прийнято, щоб матері годували грудьми в громадських місцях, сподіваючись, що грудне вигодовування буде скромним (накриваючи груди ковдрою або чимось подібним).

#### Непал
У непальському суспільстві існує певна стигматизація публічного грудного вигодовування, і багато жінок цього уникають. У країні немає законів про публічне грудне вигодовування. Проте, у Непалі нерідко можна побачити матерів, які годують своїх дітей грудьми в громадських місцях, таких як автобуси, парки, ресторани, лікарні тощо. У непальському суспільстві годування дитини грудьми вважається обов'язковим для матерів. Матері, які не годують або не можуть годувати свою дитину грудьми, вважаються «бокші» — «відьмами», і до них прикріплюється велика соціальна стигма.

#### Філіппіни
На Філіппінах грудне вигодовування захищено різними законами, наприклад Законом про розширене сприяння грудному вигодовуванню 2009 року і Молочним кодексом Філіппін (виконавчий наказ 51). Матерям дозволяється годувати грудьми в громадських місцях. Роботодавці зобов'язані надавати працівникам, які годують грудьми, перерви для годування груддю або зціджування грудного молока. У законі також зазначено, що інтервали не повинні бути меншими сорока хвилин за кожні восьмигодинний період роботи. Офіси, громадські заклади, такі як торгові центри та школи, а також державні установи зобов'язані встановлювати лактаційні станції окремо від ванної кімнати, де матері можуть годувати своїх дітей грудьми або зціджувати молоко. Молочний кодекс забороняє рекламу дитячих сумішей або сосків для пляшечок для немовлят віком до двох років.

#### Саудівська Аравія
Незважаючи на те, що жінки не можуть показувати жодну частину свого тіла на публіці, грудне вигодовування є винятком. Жінки зазвичай годують грудьми в торгових центрах і парках, і це прийнятно серед жителів Саудівської Аравії.

#### Сирія
У 2015 році повідомлялося, що «Ісламська держава» карає жінок, які годують грудьми в громадських місцях.

#### Тайвань
З листопада 2010 року Закон про публічне грудне вигодовування гарантує право на годування грудьми в громадських місцях, а кімнати для годування груддю встановлюються з метою забезпечення конфіденційності та забезпечення доступу до гарячої води та електропостачання, а також штрафи за порушення права матері на годування грудьми. Після того, як 18 липня 2012 року виселили годувальницю з музею Національного палацу та розлютили багатьох користувачів тайваньського веб-сайту, співробітниця-порушниця та її роботодавець були оштрафовані на 6000 нових тайванських доларів (близько 200 доларів США), повідомило Міністерство охорони здоров'я, уряд міста Тайбей (кит.: 臺北市政府衛生局), але музей подав апеляцію.

### Європа

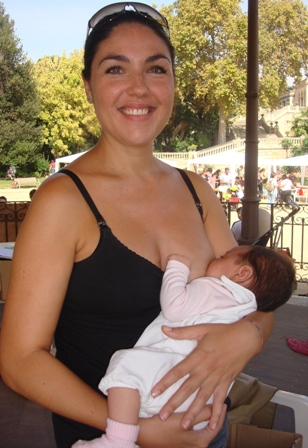
Жінка годує своє немовля на конференції з підтримки грудного вигодовування в Іспанії

#### Чехія
Хоча публічне грудне вигодовування часто практикується і не є незаконним, деякі люди не схвалюють це. Матерям, які годують грудьми в громадських будівлях, таких як банки чи кав'ярні, іноді просять покинути їх. Ці випадки можуть призвести до публічних протестів матерів.

#### Франція
Публічне грудне вигодовування є законним і широко прийнятим.

#### Німеччина
У той час як публічне грудне вигодовування широко прийнято, особливо після Руху 1968 року, коли були поширеними громадські «інтернати для медсестер» (нім. Still-Inns), немає законодавства, яке б конкретно регулювало грудне вигодовування в громадських місцях.
Пункт 2 статті 6 Основного закону Федеративної Республіки Німеччини передбачає, що «догляд і виховання дітей є природним правом батьків», тоді як пункт 4 «дає право кожній матері на захист і піклування суспільства».

#### Ісландія
Громадське грудне вигодовування широко поширене і не викликає суперечок.

#### Італія
В Італії немає закону, який забороняє публічне грудне вигодовування, але реакція на це різна в різних громадах. Деякі люди вважають це незручним або табуйованим, і через це матері можуть уникати грудного вигодовування під час перебування в громадських місцях. Для цього вони зціджують молоко вдома для подальшого використання, замінюють його сумішшю для немовлят або обмежують і скорочують час перебування поза домом.

#### Ірландія
У Республіці Ірландія грудне вигодовування, де це необхідно, захищено законом відповідно до Закону про рівний статус 2000 року, який захищає людей від дискримінації та переслідувань (включаючи сексуальні домагання). Незважаючи на те, що грудне вигодовування прямо не згадується, захист грудного вигодовування в громадських місцях охоплюється Законом за гендерними ознаками. Тому просити жінку, яка годує грудьми, зупинитися, переїхати кудись ще або накритися, наприклад, є злочином.
Хоча це дає захищене законом право годувати грудьми будь-де, де це необхідно, Ірландія має один із найнижчих показників грудного вигодовування у світі.

#### Нідерланди
Публічне годування грудьми є поширеним і соціально прийнятним явищем. Не існує законів, що забороняють публічне грудне вигодовування. Голландське законодавство передбачає, що якщо працівниця бажає годувати дитину грудьми, роботодавець повинен забезпечити протягом перших дев'яти місяців після народження дитини відповідну кімнату для годування і дозволити витрачати 25 % робочого часу на годування дитини або зціджування грудей за рахунок заробітної плати. Після перших дев'яти місяців роботодавець все ще зобов'язаний забезпечити умови для грудного вигодовування (своєчасні перерви, кімнати для годування, безпечне середовище тощо), але більше не зобов'язаний оплачувати час, витрачений на годування або зціджування.

#### Норвегія
Грудне вигодовування в Норвегії широко поширене, особливо в кафе. Матерям не потрібно усамітнюватися і ховатися, щоб годувати своїх дітей грудьми, оскільки ця практика широко прийнята і не викликає суперечок у порівнянні з такими країнами, як Сполучені Штати та Велика Британія. Проте раніше годуючим матерям іноді було соромно годувати грудьми в громадських місцях. Очікувалося, що вони будуть дотримуватися соціальних правил публічного грудного вигодовування, і якщо вони цього не зроблять, їх можна буде критикувати.

#### Польща
Публічне грудне вигодовування широко поширене в Польщі. Існує законне право годувати грудьми в громадських місцях, а перешкоджати матері-годувальниці в цьому є незаконним. Це право не обмежується польським законом про заборону непристойності. Проте, у Польщі є люди, які заперечують проти цього, і це суперечлива тема. Деякі матері-годувальниці соромляться годувати грудьми в громадських місцях і користуються зручностями, які надають для цього певні підприємства та установи. Інші приховують цей процес під шарфом або накидкою для годування. Польське законодавство також надає працівницям, які годують грудьми, оплачувані перерви для годування протягом робочого часу.

#### Іспанія
Іспанський закон про рівність забезпечує законне право на годування грудьми в громадських місцях. Це також широко прийнято. У 2016 році член парламенту Кароліна Бесканса годувала свого сина грудьми в Конгресі депутатів, отримавши за це як похвалу, так і критику.

#### Велика Британія
Грудне вигодовування в громадських місцях (ресторани, кафе, бібліотеки тощо) захищено Законом про рівність 2010 року, який визначає, що бізнес не повинен дискримінувати жінку, яка годує грудьми дитину будь-якого віку в громадському місці. Її супутник(и) також захищені цим актом. Він не поширюється на Північну Ірландію.
Опитування Міністерства охорони здоров'я Великобританії у 2004 році показало, що 84 % (приблизно п'ять із шести осіб) вважають грудне вигодовування в громадських місцях прийнятним, якщо воно здійснюється непомітно; однак 67 % (дві з трьох) матерів хвилювалися щодо загальної думки проти публічного грудного вигодовування. Щоб побороти ці страхи в Шотландії, у 2005 році парламент Шотландії прийняв закон, що гарантує свободу жінок годувати грудьми в громадських місцях. Законодавство передбачає штрафи до 2500 фунтів стерлінгів за заборону годування груддю дитини віком до двох років у громадських місцях.

#### Ватикан
У 2014 році під час церемонії вшанування хрещення Ісуса Папа Франциск висловив підтримку матерям, які годують своїх дітей грудьми в громадських місцях, зокрема в церквах. 9 січня 2017 року він підтвердив свою підтримку публічного годування грудьми під час служби хрещення, заохочуючи матерів там годувати грудьми своїх дітей під час служби за потреби, так само, як Діва Марія годувала грудьми Ісуса.

### Північна Америка

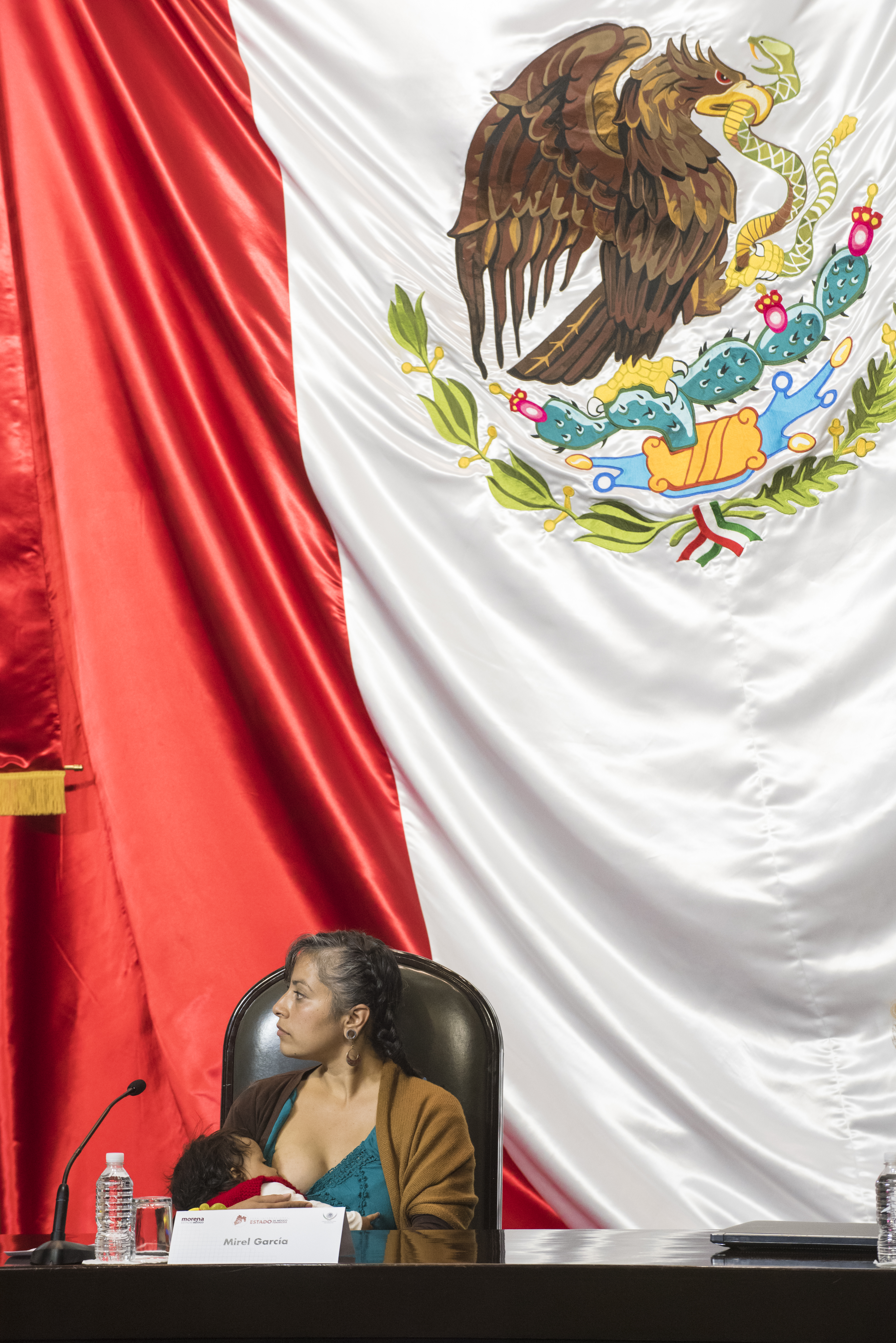
Мірел Йолоцін Гарсіа Базан годує грудьми свого сина на Конгресі Мексики, Мехіко, 2016 рік

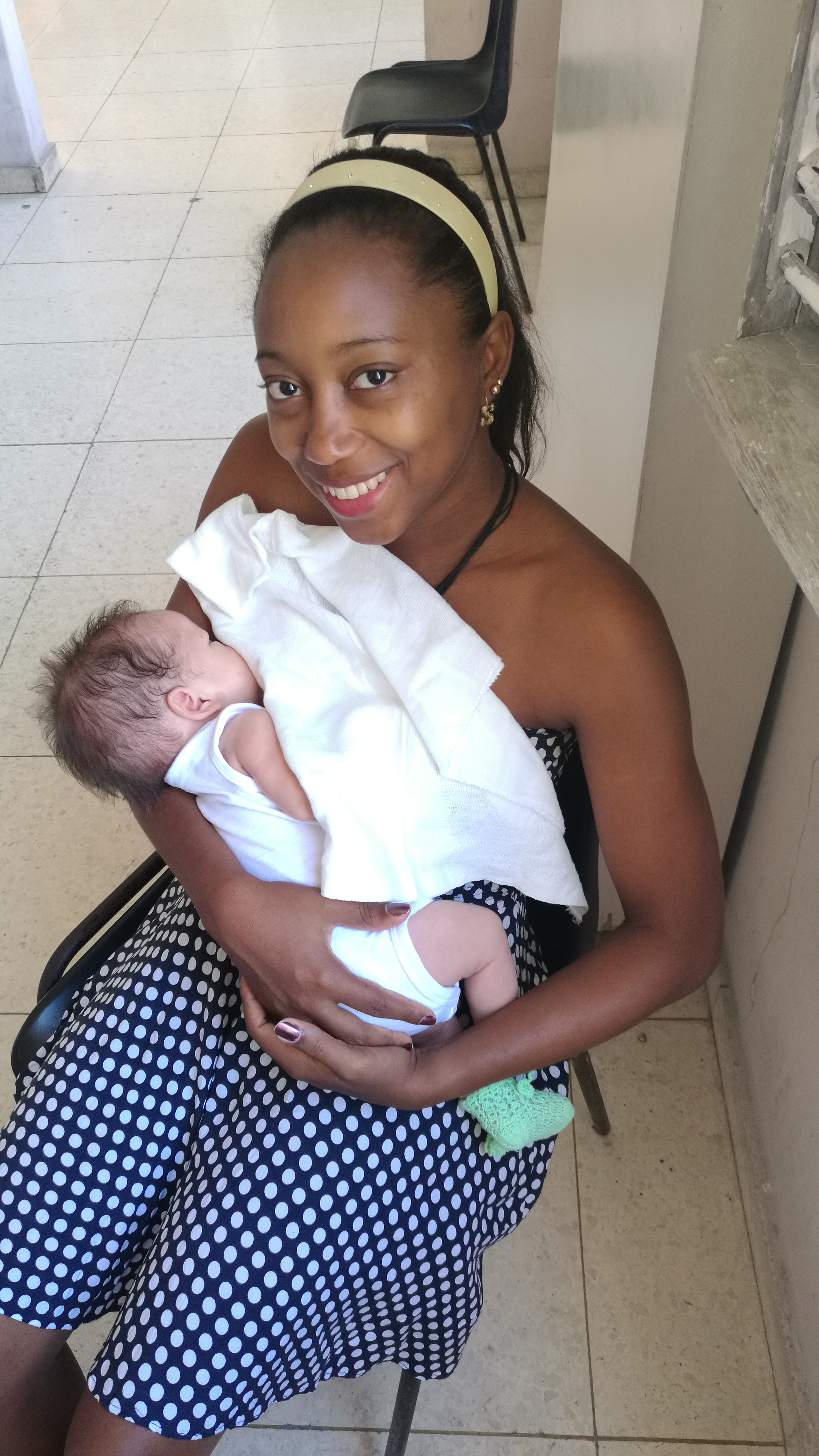
Жінка годує грудьми в Музеї революції в Гавані, Куба, 2017 рік

#### Канада
У Канаді Розділ 28 Канадської хартії прав і свобод надає рівні права і свободи чоловікам і жінкам без прямої згадки про грудне вигодовування. І Британська Колумбія, і Онтаріо включили захист від дискримінації через грудне вигодовування до своїх провінційних кодексів прав людини. В обох провінціях дискримінація через грудне вигодовування включена до існуючих засобів захисту від дискримінації за статтю. INFACT Canada (Infant Feeding Action Coalition) є національною неурядовою організацією, яка прагне захистити здоров'я немовлят і дітей раннього віку, а також благополуччя матерів шляхом просування та підтримки грудного вигодовування та оптимальних практик годування немовлят. Це організація, яка надає підтримку та освіту канадійським матерям.
У 2009 році працівник магазину за підтримки керівника попросив жінку припинити грудне вигодовування прилюдно. Пізніше вона отримала вибачення та визнання права клієнтів на грудне вигодовування. Працівник YMCA в Сент-Джонсі сказав матері, яка годує грудьми, залишити приміщення. Мати годувала свою семимісячну доньку у приватній роздягальні, за що вимагала щомісячної плати. Пізніше генеральний директор YMCA Джейсон Браун вибачився, заявивши: «Ця ситуація змусила нас задуматися та переглянути, і, безумовно, ми не бачимо причин, чому має існувати обмеження на те, щоб жінки годували своїх дітей грудьми в роздягальні лише для дорослих».

##### Інуїти
Діти інуїтів мають найнижчий рівень грудного вигодовування серед корінних народів Канади, набагато нижчий, ніж у середньому по Канаді. За статистичним звітом за 2006 рік, 24 % дітей інуїтів ніколи не годували грудьми. Були створені програми сприяння здоров'ю, щоб розширити знання про переваги грудного вигодовування серед інуїтських жінок.

#### Сполучені Штати

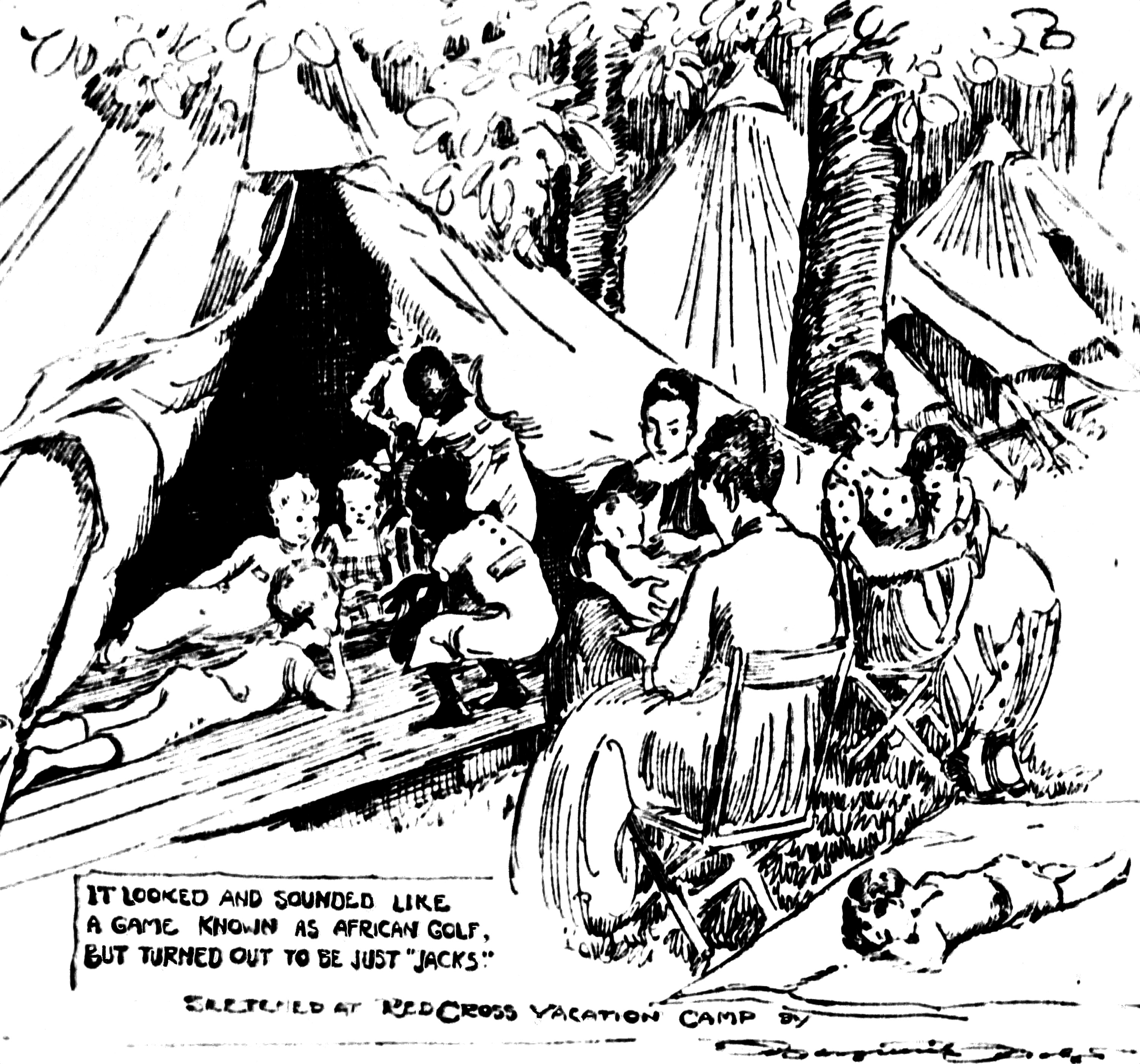
Жінка в центрі годує свою дитину в наметовому містечку, зведеному в 1920 році Червоним Хрестом у Сент-Луїсі, штат Міссурі, щоб міські родини могли втекти від серпневої спеки (Малюнок Маргеріт Мартін із St. Louis Post-Dispatch).

Ряд проблем не дозволяє матерям годувати грудьми в громадських місцях у Сполучених Штатах. У 2011 році головний хірург США звернувся із закликом сприяти грудному вигодовуванню та зазначив у ньому: «Хоча фокусування на сексуальності жіночих грудей є поширеним у медіаї, візуальні зображення грудного вигодовування є рідкісними, і мати може ніколи не бачити жінку, яка годує грудьми». Ще одна проблема, особливо у випадку тривалого грудного вигодовування, полягає в тому, що медичні працівники США недостатньо навчені підтримувати матерів, які годують груддю. В опитуванні медичних працівників, опублікованому в 2012 році, включаючи лікарів, акушерок, ординаторів і студентів медсестер, лише 57,8 % вважали годування грудьми старше 1 року нормальним. Рекомендації щодо грудного вигодовування стосуються щонайменше одного року, однак у 2016 році Центри з контролю та профілактики захворювань (CDC) повідомили, що лише 51,8 % немовлят були на грудному вигодовуванні у шість місяців і 30,7 % немовлят були на грудному вигодовуванні у віці одного року.
В опитуванні 2004 року, проведеному Американською асоціацією дієтологів, 43 % із 3719 респондентів вважали, що жінки повинні мати право годувати грудьми в громадських місцях. Незважаючи на це, жінки, які годують грудьми в громадських місцях, зустрічають соціальний опір і навіть арешти. У деяких громадських місцях і на робочих місцях були призначені кімнати для годування матері приватно.
Законодавство США, що регулює грудне вигодовування, відрізняється від штату до штату, і обмежений федеральний закон поширюється лише на федеральні урядові приміщення. Законопроект про асигнування Палати представників Сполучених Штатів (HR 2490) містив поправку, яка спеціально дозволяла грудне вигодовування, і був підписаний як закон 29 вересня 1999 року. Він передбачав, що жодні державні кошти не можуть використовуватися для дотримання будь-якої заборони жінкам годувати грудьми своїх дітей у федеральних будівлях або на території федеральної власності. Крім того, федеральний закон, також прийнятий у 1999 році, конкретно передбачає, що «жінка може годувати грудьми свою дитину в будь-якому місці федеральної будівлі або на території федеральної території, якщо жінці та її дитині іншим чином дозволено бути присутнім у цьому місці».
Розділ 4207 Закону про захист пацієнтів і доступне лікування вніс поправки до Закону про справедливі трудові стандарти та вимагав від роботодавців надавати розумну перерву для працівниці, щоб годувати грудьми свою дитину, якщо їй менше одного року. Працівниці має бути дозволено годувати грудьми в приватному місці, крім ванної кімнати. Роботодавець не зобов'язаний виплачувати працівнику оплату за час перерви. Роботодавці, у яких менше 50 працівників, не зобов'язані дотримуватися закону, якщо це створить для роботодавця надмірні труднощі через його розмір, фінанси, характер або структуру бізнесу.
Ряд випадків домагань до годуючих матерів, які привернули увагу медіа, спонукали ряд штатів США до дій. Ці дії включали вірусні відео людей, які публічно переслідують годуючих матерів, протести та кампанії в соціальних мережах. Конкретний інцидент зі співробітником Target, який переслідував матір, яка годує грудьми, допоміг започаткувати нову тенденцію з корпораціями, які схвалили грудне вигодовування у своїх магазинах.
Станом на липень 2018 року всі 50 штатів, округ Колумбія та Віргінські острови прийняли законодавство, яке чітко дозволяє жінкам годувати грудьми в громадських місцях. Крім того, принаймні 29 штатів, округ Колумбія та Віргінські острови звільняють їх від судового переслідування за публічну непристойність або непристойне оголення.

### Океанія

#### Австралія
Розділ 7AA Закону про дискримінацію за ознакою статі 1984 року прямо забороняє дискримінацію жінки через її грудне вигодовування. Заборона також стосується громадського чи напівпублічного місця. Закони штатів і територій відрізняються, але загалом заборонено дискримінувати жінок, які годують грудьми в громадських місцях, як захищену ознаку в п'яти юрисдикціях і через інше чинне законодавство в інших юрисдикціях.
Австралійська асоціація грудного вигодовування була заснована в Мельбурні, штат Вікторія, у 1964 році як Асоціація годуючих матерів і разом з багатьма медичними працівниками заохочує та допомагає матерям годувати своїх дітей грудьми, якщо необхідно, також у громадських місцях.
У лютому 2003 року Кірсті Маршалл, члена Законодавчої асамблеї Вікторії, було виключено з парламенту за те, що вона годувала грудьми свою 11-денну дитину на тій підставі, що дитина була «чужою», яка не мала права бути в палаті. В результаті була створена спеціальна кімната для годуючих матерів. Комітет Палати представників із питань здоров'я та старіння 2007 року рекомендував Палаті парламенту отримати офіційну акредитацію від Австралійської асоціації грудного вигодовування як робоче місце, сприятливе для грудного вигодовування. У березні 2008 року головуючі посадові особи погодилися з цією рекомендацією, і розпочато роботу з надання допомоги матерям, які годують грудьми, у Будинку парламенту. Для членів парламенту та інших мешканців будівлі було виділено дві невеликі кімнати, по одній з кожного боку будинку парламенту, щоб годувати грудьми або зціджувати молоко. Сертифікати про акредитацію були надані на церемонії в парламенті 17 жовтня 2008 р.

#### Нова Зеландія
Грудне вигодовування заохочується, і публічне годування грудьми є поширеним явищем. Насправді годування з пляшечки настільки не заохочується, що публічне годування з пляшечки може викликати у матері більший дискомфорт, ніж публічне годування груддю. У багатьох торгових центрах є «батьківські кімнати», де мами можуть комфортно переодягнути та погодувати своїх немовлят.

### Південна Америка

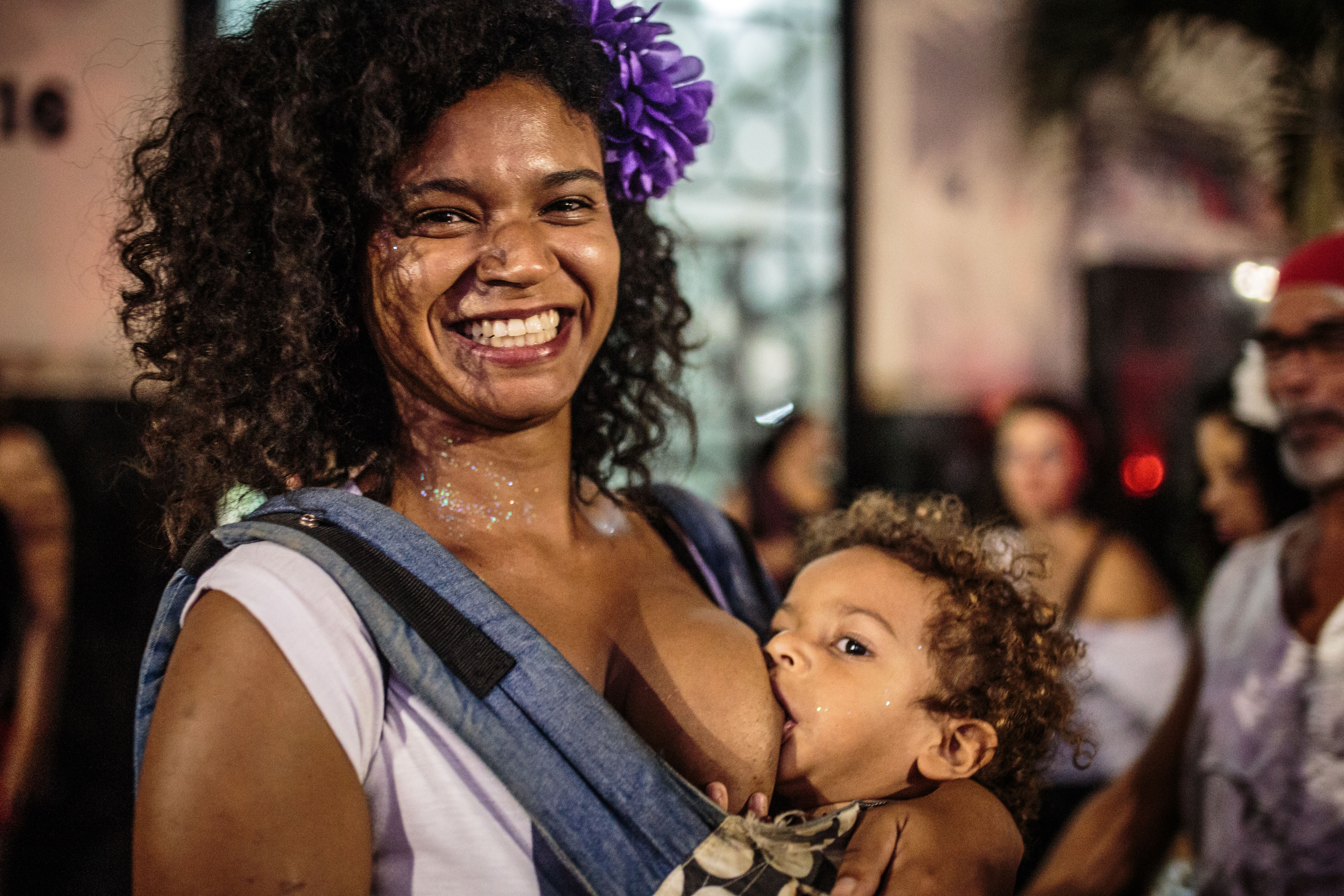
Жінка годує грудьми на карнавалі в Ріо-де-Жанейро, Бразилія, 2017 рік

У більшості регіонів Південної Америки грудне вигодовування є нормою, і публічне годування грудьми є поширеним явищем в автобусах, парках, торгових центрах тощо. Публічне годування з пляшечки зустрічається рідше, ніж грудне вигодовування. Хоча жінок рідко можна побачити, як годують грудьми в елітних ресторанах або на вулицях великих міст, годування заохочується і вважається нормальним, а груди годуючої матері не розглядаються як сексуальні об'єкти.

#### Бразилія
У Бразилії немає законів, які забороняють або криміналізують грудне вигодовування в громадських місцях. У статті 9 Закону про дітей та підлітків зазначено, що держава, установи та роботодавці повинні забезпечити належні умови для грудного вигодовування.
Деякі штати та муніципалітети Бразилії прийняли закони, які гарантують право матерів на годування грудьми в громадських і приватних місцях. У 2015 році губернатор штату Сан-Паулу Жералдо Алкмін схвалив закон, прийнятий Законодавчою асамблеєю, який карає штрафом у розмірі приблизно 510 бразильських реалів усіх, хто перешкоджає жінці годувати грудьми. У разі повторного порушення сума штрафу подвоюється. У тому ж році мер муніципалітету Ріо-де-Жанейро Едуардо Паес схвалив закон, подібний до закону Сан-Паулу. Закон передбачає штрафи від 2000 до 10 000 бразильських реалів для компаній і співробітників, які перешкоджають матерям годувати грудьми своїх дітей у будь-якому громадському чи приватному місці. У штаті Ріо-Гранді-ду-Сул також існує аналогічний закон, який забороняє будь-які обмеження щодо грудного вигодовування в громадських місцях. У столиці штату Порту-Алегрі також передбачені штрафи для закладів, які забороняють матерям годувати грудьми у своїх приміщеннях.
У 2019 році законопроект, поданий сенатором Ванессою Ґраціотін, спрямований на забезпечення на федеральному рівні права на грудне вигодовування в громадських місцях, передбачає штрафи в розмірі близько 1996 бразильських реалів для тих, хто перешкоджає матерям годувати грудьми в громадських місцях. Станом на лютий 2022 року законопроект все ще перебуває на розгляді в Комітеті з конституції та правосуддя Палати депутатів.

## Суперечки

### Грудне вигодовування на роботі в Канаді
Відповідно до Канадської хартії прав і свобод жінки захищені від дискримінації, але Канада була однією з небагатьох країн, де не було оплачуваних перерв для годування груддю. Хоча понад 26 % матерів годують грудьми, багато з них змушені припинити це робити через обмеження на роботі.

### Громадське грудне вигодовування в США
Були випадки, коли власники приміщень або присутні люди заперечували або забороняли грудне вигодовування. У деяких випадках матері пішли. В інших випадках, коли було порушено закон, що гарантує право на грудне вигодовування, вживалися судові заходи. Деякі компанії пізніше навіть вибачилися. Одна жінка, якій не дозволили годувати грудьми, незважаючи на те, що вона показала закон Кентуккі, який дозволяє їй це право, пішла, але пізніше організувала кілька акцій протесту перед рестораном та іншими громадськими місцями.
У червні 2007 року Брук Райан обідала в кабінці в задній частині ресторану Applebee, коли почала годувати грудьми свого семимісячного сина. Хоча вона намагалася бути стриманою, інший відвідувач поскаржився менеджеру на непристойне оголення. І офіціантка, і менеджер попросили її прикритися. Вона простягла йому копію закону штату Кентуккі, який дозволяв публічне грудне вигодовування, але він не поступився. Вона вирішила погодувати сина у своїй машині, а пізніше організувала протести «доглядальниць» перед рестораном та в інших громадських місцях.
У 2008 році жінка в Новому Орлеані поставила намет над своєю вантажівкою під час вуличного фестивалю, щоб вона могла годувати свою доньку наодинці. Поліція звинуватила її в «несанкціонованому стенді» і вигнала з вуличного свята.

### Обкладинка журналуBabytalk
У 2006 році редакція американського журналу Babytalk отримала багато скарг від читачів після того, як на обкладинці серпневого номеру було зображено немовля, яке харчується з грудей. Незважаючи на те, що соска моделі не було показано, читачі, багато з яких були матерями, написали, що зображення було «огидним». У подальшому опитуванні одна чверть із 4000 читачів, які відповіли, вважали обкладинку негативною. Редактор Babytalk Сьюзан Кейн прокоментувала: «В американців є величезна пуританська жилка».

### Барбара Волтерс
У 2005 році американська телеведуча Барбара Волтерс у своєму ток-шоу The View зазначила, що їй було некомфортно сидіти поруч з матір'ю, яка годує груддю під час польоту. Її коментарі обурили деяких глядачів, які почали організовувати протести в Інтернеті. Група з близько 200 матерів влаштувала публічне «годування», де вони годували своїх дітей біля штаб-квартири ABC у Нью-Йорку.

### Цільовий протест магазину
У грудні 2011 року Мішель Гікман годувала грудьми своє немовля в задній частині магазину Target у Х'юстоні, штат Техас. Незважаючи на те, що вона була покрита, двоє працівників попросили її перейти до примірочної. Гікман зазначила, що один із співробітників сказав їй: «Ви можете отримати штраф і бути притягнуті до відповідальності за непристойну поведінку». Вона повідомила про переслідування у Facebook, і у відповідь кілька матерів організували публічні «нянчення» в магазинах Target по всій території Сполучених Штатів у таких містах, як Х'юстон, Ноксвілл і Декатур, штат Іллінойс.

### Готель Claridge's
У 2014 році офіціант готелю Claridge's у Мейфері, Лондон, попросив Луїзу Бернс годувати грудьми під покривалом. Бернс сказали, що це політика готелів для матерів, щоб покривати дітей під час годування грудьми. Британський політик і телеведучий Найджел Фарадж висловився на підтримку права готелю на таку політику, але в офісі прем'єр-міністра на Даунінг-стріт, 10 заявили, що «абсолютно неприйнятно, щоб жінки відчували дискомфорт під час публічного годування грудьми». Група з близько 25 матерів провела акцію протесту проти політики грудного вигодовування біля готелю. Claridge's згодом заперечила, що прохання до матерів, які годують грудьми, прикриватися, є політикою готелю, і заявила, що матерям, які годують грудьми, вітаються в готелі, додавши: «все, що ми просимо, це щоб матері були стриманими щодо інших гостей».

### Грудне вигодовування в уніформі в армії США
У травні 2012 року двоє військовослужбовців Національної гвардії ВПС, дислокованих на базі ВПС Ферчайлд, штат Вашингтон, взяли участь у інформаційній кампанії щодо грудного вигодовування, організованій групою підтримки грудного вигодовування Mom2Mom Fairchild. Фотограф Брінья Сігурдардоттір, також дружина військового, поставила та сфотографувала Террана Ечегоєна-Маккейба та Крістіну Луну, які годують грудьми в уніформі. Крістал Скотт, засновниця Mom2Mom, сказала, що люди вважали фотографію ганьбою для уніформи і порівнювали їхні дії з дефекацією або сечовипусканням у формі. Деякі військовослужбовці вважали, що жінці неможливо зберігати професійну військову позу, коли вона годує дитину в формі. Але деякі військові ветерани на дійсній службі, які також є матерями, висловили більшу підтримку, припускаючи, що жінки підвищили престиж армії. Фотографії швидко стали вірусними та поширилися по всьому світу. Щоб зменшити суперечки, Сігурдардоттір видалила фотографії зі свого веб-сайту та фан-сторінки у Facebook. Її наміром було підвищити обізнаність і підтримати жінок, які годують грудьми, як в армії, так і поза нею. Коли виникла суперечка, повідомлення швидко загубилося серед критиків.
Хоча ВПС США не схвалили фотографії, їх командир дав жінкам дозвіл сфотографуватися у формі під час годування грудьми. Збройні сили США захищають жінок у формі, дозволяючи їм відкладати розгортання на 4-12 місяців після пологів з метою годування груддю. Співробітникам служби грудного вигодовування надаються регулярні перерви для годування груддю або зціджування під час чергування, а також їм для цього надається зручне та приватне місце.

### Суперечка у Facebook
Facebook піддався критиці за видалення фотографій матерів, які годують своїх дітей, посилаючись на образливий вміст, що порушує Умови використання Facebook. Facebook стверджував, що ці фотографії порушують їхній кодекс пристойності, показуючи відкриті груди, навіть коли дитина прикриває сосок. Цю дію назвали лицемірною, оскільки Facebook знадобилося кілька днів, щоб відповісти на заклики деактивувати платну рекламу служби знайомств, яка використовувала фотографію моделі топлес.
Суперечки щодо фотографій грудного вигодовування продовжилися після громадських протестів і зростання онлайн-учасників групи у Facebook під назвою «Гей, Фейсбук, грудне вигодовування — це не непристойність! (Офіційна петиція до Facebook)». У грудні 2011 року Facebook видалив фотографії матерів, які годують грудьми, і після публічної критики відновив їх. Компанія заявила, що видалила фотографії, оскільки вони порушували порнографічні правила в умовах компанії. Протягом лютого 2012 року компанія знову видалила фотографії матерів, які годують грудьми. Засновники групи «Respect the Breast» у Facebook повідомили, що «жінки кажуть, що втомилися від людей, які критикують те, що є природним і що вони вважають здоровим для своїх дітей».

## Подальше читання
- Breastfeeding state laws. ncsl.org. National Conference of State Legislatures. 30 серпня 2016. Архів оригіналу за 8 червня 2012. Процитовано 11 серпня 2011.
- Breastfeeding in public from around the world. 007b.com. 007 Breasts. — A collection of notes about attitudes towards public breastfeeding in different countries around the world.
- Wolf, Jacqueline H (2008). Got milk? Not in public!. International Breastfeeding Journal. 3 (1): 11. doi:10.1186/1746-4358-3-11. PMC 2518137. PMID 18680578.
- Johnston-Robledo, Ingrid; Wares, Stephanie; Fricker, Jessica; Pasek, Leigh (April 2007). Indecent Exposure: Self-objectification and Young Women's Attitudes Toward Breastfeeding. Sex Roles. 56 (7–8): 429—437. doi:10.1007/s11199-007-9194-4.
- Johnston-Robledo, Ingrid; Fred, Victoria (January 2008). Self-Objectification and Lower Income Pregnant Women's Breastfeeding Attitudes. Journal of Applied Social Psychology. 38 (1): 1—21. doi:10.1111/j.1559-1816.2008.00293.x.
- Hannan, A.; Li, R; Benton-Davis, S; Grummer-Strawn, L (2005). Regional Variation in Public Opinion About Breastfeeding in the United States. Journal of Human Lactation. 21 (3): 284—288. doi:10.1177/0890334405278490. PMID 16113017.
- Barnes Cook, Amanda (December 2016). Breastfeeding in public: disgust and discomfort in the bodiless public sphere. Politics & Gender. 12 (4): 677—699. doi:10.1017/S1743923X16000052.